# Alan Cork
Alan Graham Cork (Derby, 4 marzo 1959) è un allenatore di calcio ed ex calciatore inglese, di ruolo attaccante.

## Biografia
Anche suo figlio Jack è un calciatore professionista.

## Carriera

### Giocatore
Nella stagione 1977-1978 viene ceduto in prestito dal Derby County, club di prima divisione con cui era tesserato, al Lincoln City, con cui gioca 5 partite nella Third Division 1977-1978.
A fine stagione viene ceduto a titolo definitivo al Wimbledon FC neopromosso in Fourth Division dove, ad eccezione di una breve parentesi in prestito all'Örebro nella seconda divisione svedese nel 1983, rimane ininterrottamente fino al 1992, giocando in tutte le categorie dalla quarta alla prima divisione e segnando almeno una rete in ciascuna di esse; vince inoltre la FA Cup 1987-1988, primo (ed unico) trofeo maggiore mai vinto dal club nella sua storia.
In particolare, dopo una stagione da comprimario al suo primo anno nel club (17 presenze e 4 reti), nella stagione 1979-1980 gioca 45 partite e segna 22 reti, conquistando la promozione in terza divisione, in cui va a segno 12 volte in 42 partite, insufficienti per evitare la retrocessione del Wimbledon, con cui l'anno seguente segna 23 reti in 41 partite, vincendo il titolo di capocannoniere della Fourth Division e conquistando nuovamente la promozione in Third Division. Nelle due stagioni seguenti gioca un numero ridotto di partite (anche a causa del prestito annuale all'Örebro), salvo poi tornare ad essere titolare fisso nella stagione 1982-1983, in cui segna 29 reti in Third Division, contribuendo quindi in modo determinante alla prima storica promozione in seconda divisione della sua squadra.
Dopo due stagioni in Second Division, nelle quali Cork continua ad essere stabilmente titolare e segna 22 reti totali (11 a stagione), nella stagione 1986-1987 esordisce nel campionato di First Division, nel quale va a segno 5 volte in 30 presenze. La First Division 1987-1988 coincide invece con la sua migliore annata in carriera in massima serie, dal momento che si conclude con 9 reti in 34 presenze; anche negli anni successivi gioca con regolarità (mai meno di 25 presenze a stagione, ad eccezione delle 19 della First Division 1991-1992, fatte tutte nella prima metà della stagione) fino al gennaio del 1992, quando passa allo Sheffield Utd, sempre in massima serie: lascia quindi il Wimbledon con un bilancio totale di 440 presenze (di cui 430 in partite di campionato) e 145 reti (tutte in campionato) in partite ufficiali, numeri grazie ai quali è sia il recordman di presenze che di gol segnati nella storia del club), record peraltro imbattibili dal momento che il Wimbledon ha cessato di esistere nel 2004.
Cork, lasciati i Dons, gioca comunque altre due stagioni e mezza in prima divisione con lo Sheffield United, mettendo a segno in totale 7 reti in 56 partite di campionato (ed arrivando così ad un bilancio totale di 200 presenze e 35 reti nella massima serie inglese); gioca infine per un'ultima stagione con il Fulham in terza divisione, segnando 3 reti in 15 presenze.

### Allenatore
Terminata la carriera da giocatore, rimane al Fulham come vice fino dell'allenatore Micky Adams fino al termine della stagione 1996-1997; segue quindi Adams allo Swansea City, in quarta divisione: dopo sole 2 settimane Adams si dimette, e Cork viene promosso ad allenatore, ruolo che ricopre per l'intera stagione. Dal 1998 al 2000 viene ingaggiato come allenatore dai semiprofessionisti del Chesham Utd, dove rimane per 2 stagioni.
Passa quindi al Cardiff City come vice di Bobby Gould, ma nell'ottobre del 2000 a seguito dell'esonero di quest'ultimo diventa allenatore del club, con cui conquista una promozione dalla quarta alla terza divisione inglese, salvo poi essere esonerato nel febbraio della stagione successiva in quanto la squadra era fuori dalle posizioni di classifica che avrebbero consentito la promozione diretta in seconda divisione e che il rapporto con tifoseria e dirigenza era problematico nonostante la promozione conquistata l'anno precedente.
Nella stagione seguente torna a lavorare come vice di Micky Adams, al Leicester City, con cui conquista una promozione dalla seconda alla prima divisione inglese, restando poi nel club anche per la successiva stagione.
Dal 2008 al 2010 ha allenato le riserve del Bolton, mentre l'anno seguente è tornato a lavorare come vice di Adams, allo Sheffield United.

## Palmarès

### Giocatore

#### Competizioni nazionali
- Coppa d'Inghilterra: 1

Wimbledon: 1987-1988
- Campionato inglese di quarta divisione: 1

Wimbledon: 1982-1983

#### Individuale
- Capocannoniere del campionato inglese di quarta divisione:

1980-1981 (23 gol)